# Bernard MacLaverty
Bernard MacLaverty (* 14. September 1942 in Belfast) ist ein nordirischer Autor, der unter anderem die Romane Lamb (1980), Cal (1983) und Grace Notes (1997) schrieb.

## Leben
MacLaverty arbeitete an der Queen’s University in Belfast als Labortechniker in der Anatomie-Abteilung, bis er im Alter von 28 Jahren seinen Job quittierte, um an ebendieser Universität Englische Literatur zu studieren. Nach erfolgreicher Beendigung seines Studiums wurde er Lehrer und zog nach Schottland, wo er an verschiedenen Schulen in Glasgow und Edinburgh bis 1981 arbeitete, um sich anschließend ausschließlich dem Schreiben von Büchern zu widmen.
MacLaverty begann bereits mit 19 Jahren zu schreiben, sein großer Durchbruch fand hingegen erst 1977 mit der Sammlung von Kurzgeschichten Secrets & Other Stories statt. Einige der Schwerpunkte seiner Bücher sind Liebe und familiäre Beziehungen, speziell die Vater-Sohn-Beziehung. Sein eigener Vater starb, als Bernard MacLaverty 12 Jahre alt war.
Er lebte einige Zeit auf der schottischen Insel Islay; seit 1975 lebt er mit seiner Frau und vier Kindern wieder in Glasgow.
Seine Bücher Cal und Lamb wurden verfilmt. Zudem ist MacLaverty auch als Drehbuchautor tätig und war selbst Regisseur des mit einem schottischen BAFTA Award (Best First Time Director) ausgezeichneten Kurzfilms Bye-Child (2003).
Für Midwinter Break (Schnee in Amsterdam) wurde MacLaverty 2017 mit dem Irish Book Award in der Kategorie „Novel of the Year“ ausgezeichnet.

## Werke (Auswahl)
- Secrets & Other Stories. Blackstaff Press, Belfast 1977, ISBN 0-85640-101-3.
  - Geheimnisse. Erzählungen. Aus dem Englischen von Hans-Christian Oeser. Diogenes Verlag, Zürich 1990, ISBN 978-3-257-01845-5. Gewebe.
  - als Diogenes-Taschenbuch, Zürich 1992, ISBN 978-3-257-22498-6.
- Lamb. Jonathan Cape, London 1980, ISBN 0-224-01815-9.
  - Lamb der Ausgeflogene. Roman. Aus dem Englischen von Hanna Neves. Diogenes Verlag, Zürich 1982, ISBN 978-3-257-01629-1. Gewebe.
  - als Diogenes-Taschenbuch, Zürich 1985, ISBN 978-3-257-21296-9.
- A Time to Dance. Jonathan Cape, London 1982, ISBN 0-224-02018-8.
  - Tanzen hat seine Zeit. Erzählungen. Aus dem Englischen von Hans-Christian Oeser. Diogenes Verlag, Zürich 1992, ISBN 978-3-257-01919-3. Gewebe.
  - als Diogenes-Taschenbuch, Zürich 2007, ISBN 978-3-257-23624-8.
- Cal. Jonathan Cape, London 1983, ISBN 0-224-02062-5.
  - Cal. Roman. Aus dem Englischen von Nikolaus Stingl. Diogenes Verlag, Zürich 1984, ISBN 978-3-257-01671-0.
  - als Diogenes-Taschenbuch, Zürich 1986, ISBN 978-3-257-21387-4.
- The Great Profundo and Other Stories. Jonathan Cape, London 1987, ISBN 0-224-02483-3.
- Grace Notes. Jonathan Cape, London 1997, ISBN 978-0-224-04429-5.
  - Annas Lied. Roman. Aus dem Englischen von Hans-Christian Oeser. Ammann Verlag, Zürich 1999, ISBN 978-3-250-60020-6. Gewebe.
  - als Taschenbuch, Diana Verlag, München 2001, ISBN 978-3-453-17203-6.
- The Anatomy School. Jonathan Cape, London 2001, ISBN 978-0-224-06202-2.
  - Die Schule der Anatomie. Roman. Aus dem Englischen von Hans-Christian Oeser. Ammann Verlag, Zürich 2003, ISBN 978-3-250-60054-1.
- Midwinter Break. Jonathan Cape, London 2017, ISBN 978-1-911214-21-2.
  - Schnee in Amsterdam. Roman. Aus dem Englischen von Hans-Christian Oeser. C.H. Beck, München 2018, ISBN 978-3-406-72700-9.
  - als Taschenbuch, dtv, München 2020, ISBN 978-3-423-14770-5.